# Тарасенко Петро Порфирович
Петро Порфирович Тарасенко (нар. 25 липня 1927, Андріївка — пом. 4 червня 2005, Київ) — український майстер художньої кераміки.

## Біографія
Народився 25 липня 1927 року в селі Андріївці (нині Новоукраїнський район Кіровоградської області, Україна). Закінчив середню школу. У 1944—1953 роках проходив військову службу в Одеському військовому окрузі. Член ВКП(б) з 1948 року. Упродовж 1955—1960 років навчався на керамічному відділені в Одеському художньому училищі, був учнем Ірини Сакович.
Після здобуття фахової освіти у 1960 році отримав скерування на Баранівський фарфоровий завод, де працював як живописець, а з 1962 року став начальником живописного цеху. У 1964 році був запрошений на Тернопільський фарфоровий завод, де з 1967 року обіймав посаду головного художника. Протягом 1978—2005 років працював на Київському експериментальному кераміко-художньому заводі/ВАТ «ДЕФФА» (у 1980—1986 роках обіймав посаду головного художника). Помер у Києві 4 червня 2005 року.

## Творчість
На Тернопільському фарфоровому заводі створив
- чайні сервізи
  - «Два кольори» (1970; експонувалися на республіканській художній виставці до 100-річчя від дня народження Володимира Леніна);
  - «Золотий вітерець» (1972; експонувався на виставці до 50-річчя утворення СРСР);
  - «Лілея» (1972; експонувався на виставці до 100-річчя від дня народження Володимира Леніна. Відмічений 2-ю премією у конкурсі Міністерства легкої промисловості УРСР);
  - «Святковий» (1972; експонувався на виставці до 50-річчя утворення СРСР. Відмічений 3-ю премією у конкурсі Міністерства легкої промисловості УРСР);
  - «50 років Радянської влади»;
- кавові сервізи
  - «Циліндр» (1969; експонувався на виставці робіт художників Тернопільського та Бориславського фарфорових заводів);
  - «Юність» (1975);
- декоративне блюдо до 25-річчя перемоги над фашистською Німеччиною (1970);
- плесканці
  - «Закувала та сива зозуля» (1967; за мотивами української однойменної пісні на слова Петра Ніщинського);
  - «Півень»;
- вази
  - «Живи, Україно, прекрасна і сильна, в Радянськім Союзі ти щастя знайшла» (1967);
  - «Коні й квіти» (1967);
  - «Чумацька» (1972; експонувалася на художній виставці народного декоративного мистецтва до 50-річчя створення СРСР);
- декоративну скульптуру.

На Київському експериментальному кераміко-художньому заводі створив
- зразки наборів для напоїв
  - «Березень» (1979);
  - «Левада» (1982);
  - «Полуниці» (1986);
  - «Нарцис» (1986);
  - «Джерельце» (1986);
- набори його чайників завжди
  - «Яблучко» (1978);
  - «Черешенька» (1984);
  - «Ягідка» (1984);
  - «Колобок» (1985);
  - «Зефір» (1986);
  - «Подарунковий» (1987);
  - «Ажурний» (1991);
- сервіз «Соняшник» (1979);
- набір «Тета-тет» (1984);
- набори для заливних страв;
- наборами для вареників;
- чайник заварний «Сюрприз» (1983);
- келих «Дзвіночок» (1986);
- оселедниці (2000);
- дощечки для сиру.

Брав участь в республіканських, всесоюзних, міжнародних виставках з 1968 року.
Окремі роботи майстра зберігаються в Національному музеї українського народного декоративного мистецтва у Києві, Канівському музею декоративного мистецтва, Запорізькому та Одеському художніх музеях, Тернопільському обласному краєзнавчому музеї.